# Cultura hacker
La cultura hacker è una sottocultura formata da individui che amano la sfida intellettuale cercando di superare creativamente i limiti imposti dai sistemi software così da ottenere risultati nuovi e intelligenti.
Il fenomeno deriva dalla vivacità culturale di alcuni studiosi operanti al MIT fatti dagli studenti per dimostrare la loro attitudine tecnica e la loro spiccata intelligenza. Pertanto, la cultura hacker è emersa originariamente nel mondo accademico negli anni '60 attorno al Tech Model Railroad Club (TMRC) del Massachusetts Institute of Technology (MIT) e al MIT Artificial Intelligence Laboratory.

## Storia
Una delle prime testimonianze di come inizialmente fossero considerati gli hacker ci viene fornita dal giornalista americano Steven Levy: 
Stewart Brand descrive gli hackers come quella fetta di intellettuali che è stata la più interessante ed efficiente dalla stesura della Costituzione degli Stati Uniti d’America (1787). Sempre secondo Brand, non vi è stata altra comunità intellettuale capace di rendere libera e alla portata di tutti una tecnologia come hanno fatto loro. Non solamente sono riusciti nel loro intento, ma hanno anche agito con un totale disinteresse rispetto al capitalismo americano, anzi riuscendo perfino a condizionarlo. Riorganizzando l’Era dell’informazione attorno all’individuo, attraverso strumenti come il personal computer, gli hackers potrebbero addirittura aver salvato l’economia americana. Li definisce non meramente come tecnici, bensì come: 

The Glider, proposto come emblema della cultura hacker da Eric S. Raymond.

Questi sono tipi di sottoculture che si trovavano comunemente sia in ambienti accademici che in campus universitari. I noti focolai della prima cultura hacker sono MIT Artificial Intelligence Laboratory, l’Università della California - Berkeley e l'Università Carnegie Mellon. Questi si svilupparono in parallelo e inconsapevolmente fino a che Internet fornì un primo punto di incontro. Questo ed altri sviluppi come il sorgere del movimento e comunità del free software riunì una popolazione molto vasta e incoraggiò il diffondersi di un comune “ethos” consapevole e sistematico.
Secondo Eric S. Raymond la sottocultura “Open Source” e “Free Software” si sviluppò tra gli hackers accademici che lavoravano sui primi piccoli minicomputers in ambienti di scienza informatica negli Stati Uniti intorno al 1960. Gli hackers sono stati influenzati ed hanno assorbito molte idee dagli sviluppi tecnologici fondamentali e dalle persone associate ad essi. Notevole è la cultura tecnica dei pionieri dell’Arpanet iniziato nel 1969. La macchina PDP-10 AI al MIT, che usava il sistema operativo ITS ed era connessa all’Arpanet, fornì un primo punto d’incontro hacker. Col tempo, la sottocultura hacker ha cercato di diventare più consapevole, più conscia e meglio organizzata. Quelli che sono i momenti salienti di questa presa di coscienza sono la composizione del primo “Jargon File” nel 1973, la promulgazione del “GNU Manifest” nel 1985 e la pubblicazione di “The Cathedral and the Baazar” nel 1997. Collegato a questi è stato il graduale riconoscimento di un gruppo di "eroi" di questa subcultura: Bill Joy, Donald Knuth, Dennis Ritchie, Alan Kay, Ken Thompson, Richard M. Stallman, Linus Torvalds, Larry Wall, and Guido Van Rossum. Dopo il 1980 la sottocultura si fuse con la cultura di Unix. Dalla metà degli anni ’90 ha coinciso con quello che ora si chiama Free Software e movimento Open Source.
Lo sviluppo e la crescita di sottoculture hacker accademiche ha fiancheggiato ed è stata in parte guidata dalla cosiddetta “commoditation” della tecnologia dell’elaborare e della rete di diffusione che ha accelerato quel processo. Nel 1975 “hakerdom” è stato sparso attraverso diverse famiglie di sistemi operativi e disparate reti; oggi è un fenomeno Unix e TCP/IP, ed è concentrato intorno a vari sistemi operativi basati sullo sviluppo di free software e software open source.

## Definizione
L'atto di impegnarsi in attività (come la programmazione) in uno spirito di giocosità ed esplorazione è definito "hacking". Tuttavia, le caratteristiche che definiscono un hacker non sono tanto le attività che svolge, quanto il modo in cui vengono eseguite e soprattutto se sono azioni provocatorie e significative. La cultura hacker è un insieme di subculture, con diverse provenienze, ma con radici, valori e tratti comuni simili. Come ogni cultura, ha proprie tradizioni, miti, eroi e tabù; questa raccolta di usanze è ricca e numerosa sebbene sia una cultura nata da meno di 50 anni. Oltre a proprie tradizioni, ha sviluppato un suo gergo, un vero e proprio vocabolario che aiuta gli utenti a definire i propri ruoli all'interno della comunità e a condividere valori ed esperienze comuni.
Molto comune all'interno della comunità hacker è l'utilizzo di soprannomi, detti anche nickname, in modo da celare la vera identità dell'utente. Questa usanza enfatizza l'alone di mistero attorno a questi individui creando dei veri e propri miti ed eroi contemporanei. Un esempio è Loyd Blankenship, noto anche come The mentor, hacker statunitense autore del Manifesto hacker. Altri esempi sono "Hacker Homeless", meglio conosciuto come Adrian Lamo, "MafiaBoy", Kevin Mitnick detto "Condor". I soprannomi derivano dai contesti più disparati, molto spesso sono giochi di parole o termini dai significati provocatori.
Alcuni soprannomi comuni di questa cultura includono “phreak” (tipo di cracker specializzato) e “wares d00dz” (una sorta di cracker che acquisisce riproduzioni di software protetto). Fra tutti gli hackers ci sono categorie come i “samurai”, ossia hackers che si prestano ad un lavoro da "fabbro elettronico", ossia forzare sistemi come fossero delle serrature virtuali. Ci sono invece altri hackers che sono ingaggiati per verificare la sicurezza di un determinato sistema, questi sono chiamati “sneakers” o “tiger teams”.
Il Jargon File è un compendio influente ma non universalmente accettato del gergo hacker. Definisce l'hacker come "Una persona che ama esplorare i dettagli dei sistemi programmabili e ampliare le proprie capacità, al contrario della maggior parte degli utenti, che preferiscono apprendere solo il minimo necessario". Il Request for Comments (RFC) 1392, il Glossario degli utenti Internet, amplia questo significato come "Una persona che si diletta nell'avere una comprensione intima del funzionamento interno di un sistema, in particolare di computer e reti informatiche".
Come documentato nel Jargon File, questi hacker sono delusi dai mass media e dall'uso del termine "hacker" da parte del pubblico che in generale lo utilizza per riferirsi ai cosiddetti security breakers, il cui vero nome è "cracker". Ciò include sia i "buoni" cracker ("white hat hacker") che usano le loro competenze e conoscenze relative alla sicurezza dei computer e delle reti e per aiutare a scoprire e correggere i bachi di sicurezza, sia quelli più "cattivi" ("black hat hacker") che usano le stesse competenze per creare software dannoso (come virus, trojan, ecc.) e infiltrarsi illegalmente in sistemi sicuri con l'intenzione di danneggiare. La subcultura dei programmatori hacker, in contrasto con la comunità dei cracker, generalmente considera le attività legate alla sicurezza dei computer come contrarie ai suoi ideali primari; infatti il significato originale e autentico del termine hacker si riferisce all'intelligenza giocosa di compiere azioni.

## Etica e principi
Molti dei valori e principi del movimento free e open source software derivano dall’etica hacker che ha avuto origine al MIT e al circolo Homebrew Computer Club. L’etica hacker è stata raccontata da Steven Levy in Hackers: Eroi della rivoluzione informatica e in altri testi in cui Levy formula e riassume gli atteggiamenti hacker:
- Accesso ai computer e a qualsiasi cosa che potrebbe insegnarti qualcosa sul modo in cui il mondo lavora - dovrebbe essere totale e illimitato
- Tutte le informazioni dovrebbero essere gratuite
- Gli hackers dovrebbero essere giudicati per il loro hacking, non con criteri falsi come titoli, età, razza o situazione
- Si può creare arte e bellezza con un elaboratore
- I computers possono migliorare la tua vita

L’etica hacker concerne soprattutto la condivisione, aperta collaborazione e impegno nell’imperativo dell’efficienza.
Linus Torvalds, uno dei leader del movimento open source (noto per aver sviluppato il kernel Linux), ha notato nel libro The Hacker Ethic che questi principi sono derivati dalla morale protestante e lui vi incorpora lo spirito del capitalismo, introdotto agli inizi del XX secolo da Max Weber.
Il valore hack è la nozione usata dagli hacker per dire che qualcosa merita di essere fatta o è interessante. Ciò è qualcosa che gli hacker spesso associano ad un problema o soluzioni. Un aspetto del valore hack è compiere imprese per il gusto di mostrare che possono essere fatte, anche se gli altri pensano che sia difficile. Usare le cose in modo unico, al di fuori del loro scopo, è spesso percepito come avere valore hack. Esempi sono l’uso della stampante a matrice a puntini per produrre note musicali, uno scanner flatbed per fare fotografie a risoluzione molto alta oppure un mouse ottico come lettore di codice a barre. Una soluzione a una impresa ha "valore hack" se fatta in modo che abbia una sua intelligenza o vivacità, che renda la creatività parte essenziale del significato. Ad esempio aprire un lucchetto robusto ha valore hack, frantumarlo no. Come altro esempio, dimostrare l’ultimo teorema di Fermat utilizzando la matematica moderna ha valore hack; risolvere un problema combinatorio cercando tutte le diverse possibilità no. Hacking non è procedere a eliminazione per trovare una soluzione, è trovare una soluzione intelligente a un problema.

## Applicazioni pratiche
Mentre usare hacker per riferirsi a qualcuno che si diverte con allegra abilità è molto spesso usato per programmatori di computer, talvolta è usato per persone che usano lo stesso atteggiamento verso altri campi. Ad esempio, Richard Stallman descrive sia la silenziosa composizione 4'33" di John Cage che l’opera palindromica del quattordicesimo secolo Ma Fin Est Mon Commencement" di Guillaume de Machaut  come hacks. Secondo il Jargon File, la parola hackers è stata usata in senso simile fra i radio amatori degli anni ’50, predatando la comunità del cosiddetto “software hacking”.

### Arte
Gli hackers creano opere d'arte informatica utilizzandola tecnologia come mezzo artistico; ciò ha esteso la definizione e il significato del termine hacker. Tali artisti possono lavorare con la grafica, hardware informatico, scultura, musica e altri audio, animazione, video, software, simulazioni, matematica, sistemi sensoriali reattivi, testo, poesia, letteratura o qualsiasi combinazione.
Il musicista Larry Polansky del Dartmouth College afferma:

Un'altra descrizione è offerta da Jenny Marketon: 
Un artista hacker sia software che hardware di successo è Mark Lottor (mkl); ha creato i progetti di luce artistica 3D chiamati Cubatron e il grande Cubatron rotondo. Questa arte è fatta usando la tecnologia informatica usuale, con speciali circuiti stampati e programmi per microprocessori per controllare le luci LED.
Altro artista hacker ben noto per i suoi automata artistici è Don Hopkins. La sua arte è creata da un programma che, utilizzando automi, genera oggetti che si muovono e scontrano uno contro l’altro creando a loro volta altri oggetti e forme simili a una cascata di lava, con parti che cambiano colore e forma per mezzo di interazioni. Hopkins dice:
Alcuni artisti hacker creano arte scrivendo un codice informatico e altri sviluppando hardware. Alcuni creano con strumenti di software esistente come Adobe Photoshop o GIMP. Il processo creativo degli artisti hacker può essere più astratto di quello di artisti che usano media non tecnologici. Per esempio, i matematici hanno prodotto presentazioni grafiche di “fractals” visivamente sbalorditive che gli hackers hanno aumentato ulteriormente, spesso producendo grafici intricati e dettagliati, e animazioni di semplici formule matematiche.

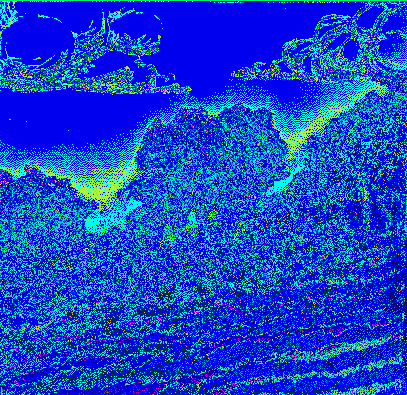
Sunrise fu creato usando penna e inchiostro, successivamente digitalizzato in un computer e colorato usando strumenti di grafica software
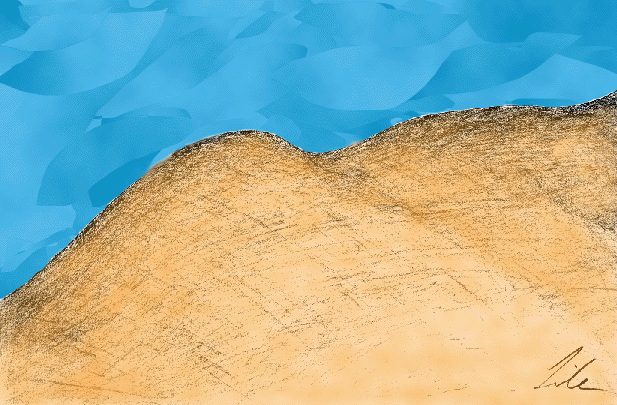
Rolling Golden Hills of California è stato creato usando la matita, scansionato e poi dipinto con uno strumento di imaging del software
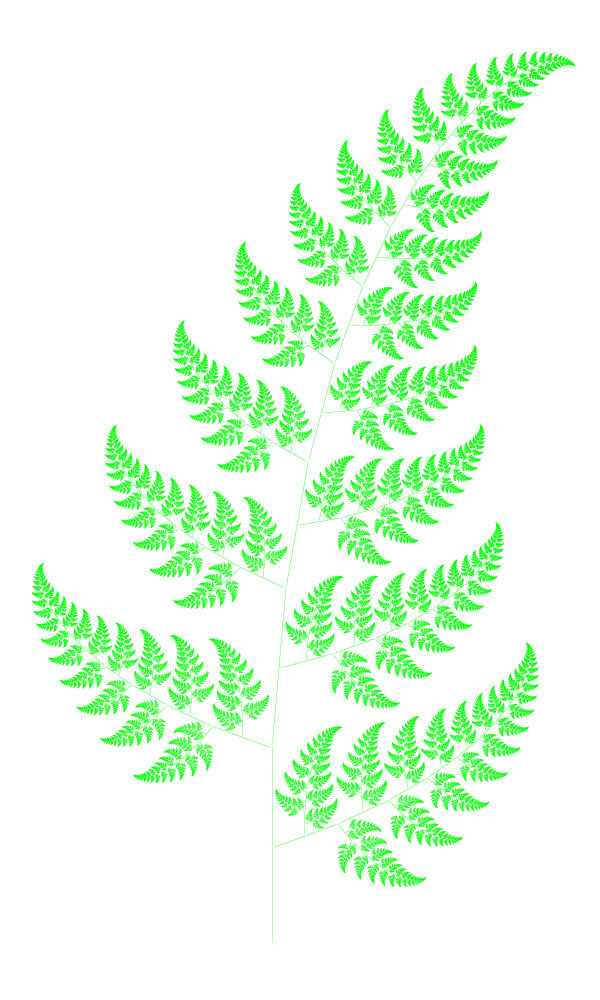
La felce di Barnsley, una felce frattale calcolata usando un sistema di funzioni iterate
Un frattale che modella la superficie di una montagna

### Hobbistica elettronica
In un altro contesto ancora, un hacker è un hobbista dedito all'elettronica e all'elettrotecnica che modifica un dispositivo elettronico e hardware in generale. La sottocultura dell'hacking informatico si riferisce all’informatica familiare come hobby dei tardi anni ’70, iniziata con la disponibilità di MITS Altair. Un’organizzazione influente era la Homebrew Computer Club; tuttavia le sue radici si rifanno agli entusiasti radio-amatori. Lo slang del radioamatore, già negli anni ’50, si riferiva all'hacking come l’armeggiare creativamente apparecchiature per migliorarne la prestazione.
Una grande sovrapposizione fra gli hackers hobbisti e gli hackers programmatori esisteva durante i giorni dello Homebrew Club, ma interessi e valori delle due comunità divergevano in un qualche modo. Oggi gli hobbisti si concentrano sui computer commerciali e video games, software cracking e programmazione informatica (demoscene). Alcuni membri di questi gruppi apportino modifiche all'hardware informatico e ad altri dispositivi elettronici; questa pratica viene definita modding.

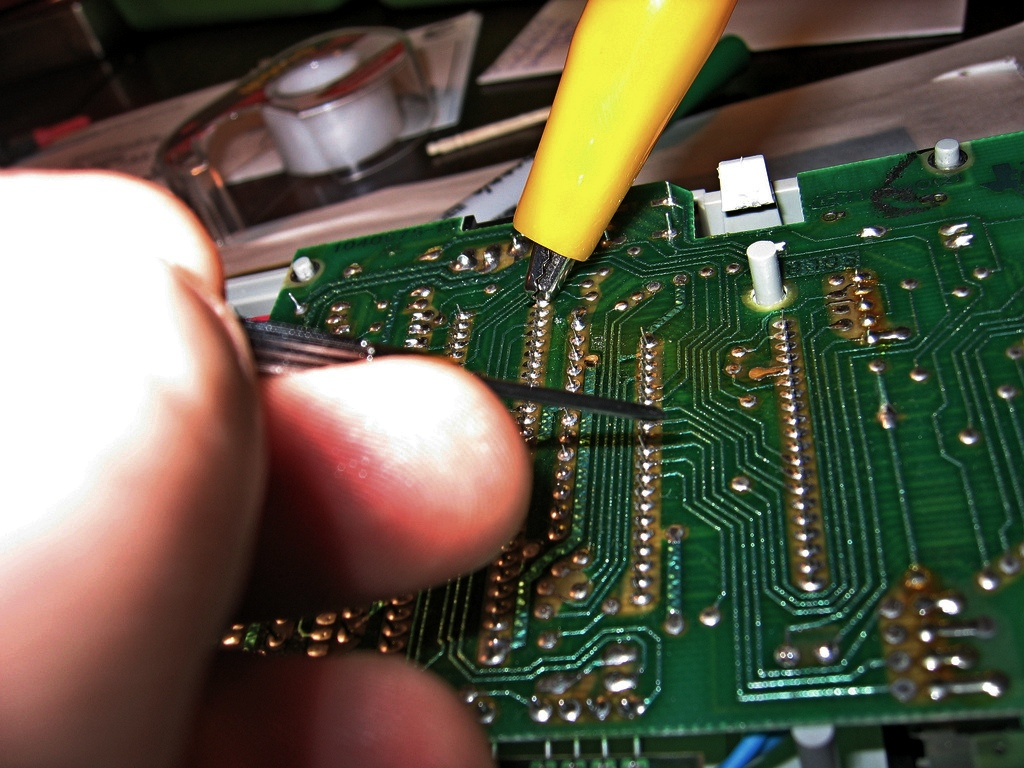
Musicista che con tecnica "fai da te" testa il circuito di un sintetizzatore utilizzato per circuit bending adoperando cacciaviti da orefice e morsetti.

Gli hobbisti elettronici che lavorano su macchine diverse dai computer rientrano in questa categoria. Questa include persone che fanno semplici modifiche a calcolatori grafici, consoles per video games, tasiere musicali elettroniche o altro dispositivo (vedi CueCat come esempio famoso) per aggiungere operatività a un dispositivo che non era destinato all’uso da parte di utenti finali dalla ditta che l’aveva prodotto. Un numero di musicisti techno ha modificato le tastiere campione del Casio SK-1 degli anni ’80 per creare suoni insoliti piegando il circuito: connettere i fili diversi dei microcircuiti integrati. I risultati di questi esperimenti DIY vanno dall’apertura di dispositivi prima inaccessibili che erano in parte del progetto del “chip” per produrre le strane tonalità disarmoniche digitali che divennero parte dello stile della musica techno. Le ditte hanno atteggiamenti diversi verso tali procedure, che vanno dall’aperta accettazione (come Texas Instruments per i suoi calcolatori grafici e Lego per il suo meccanismo robotico Lego Mindstorms) alla ostilità aperta (come i tentativi di Microsoft di blocco degli hackers Xbox o le DRM su Blu-ray Disc payers tesi a sabotare i players compromessi).
In questo contesto un hack si riferisce a un programma che (talvolta illegalmente) modifica un altro programma, spesso un video game, dando all’utente accesso a dispositivi altrimenti inaccessibili. Esempio di questo uso per gli utenti di Palm OS (fino alla quarta ripetizione di questo sistema operativo) un hack si riferisce a un’estensione del sistema operativo che fornisce ulteriore funzionalità. Il termine si riferisce anche a quelle persone che imbrogliano sui video games usando uno speciale software. Questo può riferirsi anche alla "jailbreaking" degli iPhone.

### Programmazione informatica
Nella sottocultura da programmatore informatico, un hacker è una persona che ha uno spirito di abilità e passione nel programmare software. Egli generalmente si trova in un movimento originalmente accademico non collegato alla sicurezza del computer e più visibilmente associato al software libero, open source e demoscene. Ha anche un’etica hacker basata sull’idea che scrivere software e condividere il risultato volontariamente sia una buona idea e che l’informazione dovrebbe essere gratuita; questo non significa che spetti all'hacker renderla gratuita irrompendo nei sistemi informatici privati. Questa etica hacker fu pubblicizzata anche da alcune opere come  Hackers. Gli eroi della rivoluzione informatica di Steven Levy, libro pubblicato nel 1984 che contiene una codificazione di questi principi. Essere considerato un hack era un onore fra pari di simile mentalità come per “qualificarsi come hack, il gesto deve essere permeato di innovazione, stile e virtuosismo tecnico” (Levy, 1984 p.10). Il dizionario del circolo del modello ferroviario MIT definì hack nel 1959 (non ancora in un contesto informatico) come:
1. un articolo o progetto senza uno scopo costruttivo
2. un piano intrapreso dietro cattivo consiglio
3. un motore entropico
4. produrre o tentare di produrre un hack

Tale gergo fu successivamente adottato dalla cultura informatica, questo poiché il circolo iniziando a lavorare con un DEC PDP-1, vi applicò il suo slang, gergo usato prima nell'ambito del modellismo ferroviario. All’inizio lo slang era incomprensibile agli outsiders, successivamente diventò popolare negli ambienti informatici aldilà del circolo. Altri esempi di gergo importato dal circolo sono “losing” (quando una parte di apparecchiatura non funziona) e “munged” (“quando una parte di apparecchiatura è danneggiata”). Molti non sempre considerano gli hackers con approvazione. I gruppi esistenti del MIT nel 1989 evitarono di reclamizzare le loro sofisticate stazioni di lavoro del Project Athena a eventuali membri poiché temevano i cosiddetti hacker. Volevano colleghi che fossero interessati principalmente alle persone e non ai computer, tanto che un membro dell’associazione affermava chiaramente “Eravamo preoccupati della sottocultura hackers”.
Molti programmatori sono stati etichettati come grandi hackers ma a chi si applica quell’etichetta è questione di opinione. Tra i maggiori contributori dell'informatica come Edsger Dijkstra e D.Knuth come pure gli inventori del software popolare come Linus Torvalds (Linux) e Ken Thompson e Dennis Ritchie (Unix e C). Persone soprattutto note per i contributi alla coscienza della sottocultura degli hackers include R. Stallman, fondatore del movimento "Free Software" e del progetto GNU, presidente della fondazione Free Software GNU Compile Collection (GCC) e  Eric S. Raymond, uno dei fondatori della Open Source Initiative e scrittore del famoso testo The Cathedral and the Bazaar e molti saggi, difensore del Jargon File (prima difesa da G.L. Steele Jr.).
Nella sottocultura dei programmatori informatici il termine hacker è usato anche per un programmatore che raggiunge uno scopo usando una serie di modifiche ampliando il codice esistente o le risorse. In questo senso può avere una connotazione negativa, basti pensare all’uso di kludges, soluzioni utilizzate per compiere attività di programmazione, che sono sì veloci ma allo stesso tempo brutti, non eleganti, difficili da ampliare, faticosi da difendere e inefficienti. Il verbo “to hack” designerebbe una creazione originale, e forzarla ad un compito non voluto dal creatore e un hacker sarebbe chi lo fa ciò abitualmente (creatore originale e hacker potrebbero anche essere la stessa persona). Quest’uso è comune nel programmare, progettare e costruire. Nel programmare, hacking in questo senso è tollerato e visto come necessario compromesso in molte situazioni. Alcuni sostengono non dovrebbe esserlo, visto il significato negativo; altri sostengono che alcuni kludges, per la loro bruttezza e imperfezione, hanno valore hack.
Nella progettazione non-software, la cultura è meno tollerante verso soluzioni non difendibili, anche se temporanee, e descrivere uno come hacker potrebbe sottintendere che manca di professionalità. In questo senso il termine non ha connotazioni positive, eccetto per il fatto che l’hacker che è capace di apportare modifiche che permettono a un sistema di funzionare per un breve periodo, possiede abilità che sono "vendibili". Tuttavia c'è sempre il sottinteso che un programmatore più abile o più tecnico potrebbe aver prodotto modifiche migliori che quindi sarebbero considerate un hack-job. La definizione è simile ad altri usi del termine hack-job non basati sull'informatica. Ad esempio le modifiche professionali di una macchina sportiva in macchina da corsa non sarebbero considerate hack-job ma potrebbe esserlo il risultato "rattoppato" fatto nel cortile di un meccanico. Anche se il risultato della corsa delle due macchine non potrebbe essere ammesso, una veloce ispezione rivelerebbe all'istante la differenza nel livello di professionalità dei progettisti. L'aggettivo associato a hacker è hackish. (vedi Jargon File)
In senso universale hacker significa qualcuno che fa funzionare le cose oltre i limiti percepiti da l'intelligenza in generale, senza necessariamente riferirsi ai computer, specialmente al MIT.  Cioè persone che applicano l'atteggiamento creativo dei software hacker in campi diversi dall'informatica. Ciò include anche attività che precedono l’hacking informatico, come ad esempio reality hackers o speleologi urbani (individui che esplorano aree non documentate o autorizzate in edifici). Un esempio specifico sono gli scherzi geniali tradizionalmente perpetrati dagli studenti del MIT, in cui l'esecutore è chiamato hacker. Un altro esempio furono gli studenti del MIT che furtivamente misero una falsa macchina della polizia in cima alla cupola dell'edificio 10 del MIT; questo era un hack e gli studenti coinvolti hackers. Un altro tipo di hacker adesso è chiamato anche hacker della realtà. Esempi più recenti di uso per questo tipo di abilità sono wetware hackers (hack your brain), hackers dei media e “hack your reputation”. In una simile vena un hack può riferirsi a un hack di matematica, cioè una soluzione intelligente di un problema matematico.